# Егорова, Татьяна Владимировна (ботаник)
Татьяна Владимировна Егорова (1 декабря 1930 — 6 мая 2007) — советский и российский ботаник, специалист в области систематики растений и ботанической номенклатуры; сотрудник Ботанического института имени В. Л. Комарова РАН, монограф семейства Осоковые (Cyperaceae), крупнейший в мире специалист по роду Carex.
Егорова входила в состав Международного номенклатурного комитета по сосудистым растениям. Именно в её переводе были опубликованы на русском языке Токийский и Сент-Луисский кодексы ботанической номенклатуры, принятые в 1993 и 1999 году. Ею был начат и перевод Венского кодекса, принятого в 2006 году, однако эта работа была прервана её внезапной смертью.

## Премии
В составе авторского коллектива — лауреат Государственной премии СССР в области науки и техники за 1989 год за 10-томную монографию «Арктическая флора СССР. Критический обзор сосудистых растений, встречающихся в арктических районах СССР» (1960—1987).
В 1999 году стала лауреатом Премии имени В. Л. Комарова за монографию «Осоки (Carex L.) России и сопредельных государств (в пределах бывшего СССР)».

## Переводы
- Международный кодекс ботанической номенклатуры (Венский кодекс), принятый Семнадцатым международным ботаническим конгрессом, Вена, Австрия, июль 2005 г / Пер. на рус. яз. Т. В. Егоровой и др. на основании письм. разрешения проф. Т. Ф. Стьюсси, секретаря Межд. асс. по таксономии растений. — Учреждение РАН Ботан. ин-т им. В. Л. Комарова РАН, 2006. — ISBN 3-906166-48-1.
- Международный кодекс ботанической номенклатуры (Венский кодекс), принятый Семнадцатым международным ботаническим конгрессом, Вена, Австрия, июль 2005 г. / Пер. с английского Т. В. Егоровой и др. Ответственный редактор Н. Н. Цвелёв. — М.; СПб.: Товарищество научных изданий КМК, 2009. — 282 с. — 800 экз. — ISBN 978-5-87317-588-8. — УДК 58(083.7)